# Euthyneura myricae
Euthyneura myricae is een vliegensoort uit de familie van de Hybotidae. De wetenschappelijke naam van de soort is voor het eerst geldig gepubliceerd in 1851 door Haliday in Walker.